# Ina May Gaskin
Ina May Gaskin (Iowa, Estados Unidos, 8 de marzo de 1940) es una partera que ha dedicado su vida a defender y a poner en práctica el Parto Humanizado. Fundó El Centro de Partería de La Granja en Summertown, Tennessee y la fundación The Safe Motherhood Quilt Project. También ha sido denominada como “la madre de la matronería moderna” y como “la partera más famosa del mundo”.

## Familia
Gaskin nació en una familia Protestante de Iowa (por un lado Metodista y presbiteriana por el otro). Su padre, Talford Middleton, fue criado en una gran granja de Iowa, la cual se perdió ante un banco luego de la muerte accidental de su padre en 1926. Su madre, Ruth Stinson Middleton, fue una profesora de Economía Doméstica, que enseñó en varias ciudades pequeñas en un radio de cuarenta millas (64 kilómetros aproximadamente) de Marshalltown, Iowa. Ambos se graduaron de la universidad, dándole una gran importancia a la educación superior.
Sus abuelos maternos establecieron un orfanato presbiteriano en Farmington, Missouri, una ciudad pequeña cerca de Los Ozarks. Su abuela, Ina May Beard Stinson, dirigió el orfanato durante muchos años después de la muerte de su marido, que a la vez era pastor. Ella fue miembro de la Unión Cristiana de Mujeres por la Templanza y una gran admiradora de Elizabeth Cady Stanton, Susan B. Anthony, y Jane Addams. Sus abuelos paternos fueron todos granjeros. Adam Leslie Middleton, su abuelo, viajó y trabajó junto a granjeros de Iowa, Illinois, Minnesota, Dakota del Sur, Nebraska, y Kansas en una comercialización cooperativa de trigo, organizando comunidades, y creando grandes centros de ventas en Chicago y en otras grandes ciudades.

## La Granja
En 1971 Gaskin, junto a su esposo Stephen Gaskin, fundaron una comunidad llamada The Farm (o La Granja) en Summertown, Tennessee. Allí, ella junto al resto de las parteras de La Granja crearon El Centro de Partería de La Granja, uno de los primeros centros de Estados Unidos donde se atendían partos fuera de los hospitales. La presencia de los miembros de la familia y amigos es común durante la atención de la embarazada y se les anima a tomar un rol activo durante el parto. Ina May Gaskin se refiere en su documental Historia del Nacimiento sobre esto y a las parteras como “Nos sentimos como una orden de parteras espirituales, empíricas, libres y revolucionarias y sentimos que el sacramento del parto le pertenece a la familia.”

## Significado de su trabajo
Gaskin ha sido capaz de formar parteras en los Estados Unidos desde principios de 1970, sin la necesidad de estudiar enfermería en primer lugar. Entre los años 1977 y 2000, publicó la revista trimestral Birth Gazette. La Guía del Nacimiento, su segundo libro sobre el nacimiento y la obstetricia, fue publicado por Bantam/Dell en 2003. Sus libros han sido publicados en varios idiomas, incluyendo alemán, italiano, húngaro, esloveno, español y japonés. A lo largo de su vida, ha recibido variados premios y reconocimientos.
Desde principios de la década de los 80's, ha sido una oradora de renombre internacional en la atención de maternidad dando conferencias en todo el mundo para parteras, médicos, doulas, los futuros padres y formuladores de políticas sanitarias. Ha hablado en las facultades de medicina y obstetricia de varios países. También ha participado en The Starwood Festival y el Simposio Winterstar, discutiendo la historia y la importancia de la obstetricia.
Ina May Gaskin creó la fundación The Safe Motherhood Quilt Project para llamar la atención del público y mostrar las altas tasas de mortalidad materna actuales en Estados Unidos, y en honor a las mujeres que han muerto por causas relacionadas con el embarazo durante los últimos veinte años.
Ella ha aparecido en distintas películas y documentales sobre el parto, las parteras y la obstetricia.

## Resultados
Un estudio sobre partos en casa asistidos por las parteras de La Granja (Durand 1992) observó los resultados de 1707 mujeres que recibieron tratamiento en el Tennessee rural entre 1971 y 1989. Estos partos fueron comparados con los resultados de más de 14000 partos atendidos en hospitales (incluidos aquellos denominados de alto riesgo) en 1980. 
Se realizó la comparación de muertes perinatales, complicaciones del parto, y la realización de un parto asistido. El estudio demostró que bajo ciertas circunstancias (como embarazos de bajo riesgo), los partos atendidos en casa por parteras pueden realizarse con la misma seguridad que en un hospital, pero con menos intervención.

## La Maniobra Gaskin
La Maniobra Gaskin es una técnica para resolver la distocia de hombros. Gaskin la introdujo en Estados Unidos en el año 1976 después de aprenderla de una mujer de Belice quien a su vez, aprendió la maniobra en Guatemala, donde se originó. 
En esta maniobra, la mujer se afirma en sus manos y rodillas para resolver la distocia de hombros. Esta posición de la mujer que está pariendo, permite que cambie la posición de la pelvis, permitiendo que el hombro atrapado quede libre, logre desprenderse y así el bebé logra nacer.

## La Teoría del Esfínter
Ina May Gaskin considera que el cérvix es un esfínter más del cuerpo, por lo tanto ante el miedo o el estrés no sería capaz de dilatarse, tal como el resto de los esfínteres. Es por este motivo que promueve durante el trabajo de parto que las mujeres canten, griten o realicen cualquier acción que les permita mantener la boca abierta, ya que el estado de relajación de la boca y la mandíbula están relacionados de manera directa con la relajación de los esfínteres.

### Libros
- 1975 - Partería Espiritual (Spiritual Midwifery)[5]
- 2003 - Guía del Nacimiento (Ina May's Guide to Childbirth)[5]
- 2009 - Ina May's Guide to Breastfeeding[5]
- 2011 - Birth Matters: A Midwife's Manifesta[5]

### Artículos
- All-Fours Maneuver for Reducing Shoulder Dystocia During Labor, The Journal of Reproductive Medicine, May, 1998.
- Induced and Seduced: The Dangers of Cytotec. en Mothering, julio-agosto, 2001.
- The Undervalued Art of Vaginal Breech Birth: a Skill Every Birth Attendant Should Learn in Mothering, julio-agosto, 2004.
- A Summary of Articles Published in English about Misoprostol (Cytotec) for Cervical Ripening or Induction of Labor, 2005-09-05 Archivado el 23 de abril de 2017 en Wayback Machine.